# Impact Plus Monthly Specials
Impact Plus Monthly Specials is een serie van live professioneel worstelevenementen dat georganiseerd wordt door de Amerikaanse worstelorganisatie Impact Wrestling dat exclusief  gezien kan worden op hun streaming service, Impact Plus. Op 28 april 2019, tijdens het evenement Rebellion, kondigde Impact de lancering van Impact Plus aan, die hun vorige streamingdienst, het Global Wrestling Network (GWN), verving. Deze maandelijkse specials zijn een vervolg op de vorige One Night Only reeks evenementen, die voornamelijk werden opgenomen voor pay-per-view en GWN. In tegenstelling tot die evenementen, worden Impact Plus specials live uitgezonden op de service en zijn ze soms verbonden met de hoeken die leiden naar de belangrijkste pay-per-view evenementen van het bedrijf.

## Evenementen

### 2019
| Evenement              | Datum             | Stad                       | Locatie                            | Main Event |
| ---------------------- | ----------------- | -------------------------- | ---------------------------------- | --- |
| Code Red               | 5 mei 2019        | New York                   | NYC Arena                          | Sami Callihan vs. Tommy Dreamer in een oVe Rules match.                                                                          |
| A Night You Can't Mist | 8 juni 2019       | Philadelphia, Pennsylvania | 2300 Arena                         | Johnny Impact & Michael Elgin vs. The Great Muta & Tommy Dreamer in een tag team match.                                          |
| Bash at the Brewery    | 5 juli 2019       | San Antonio, Texas         | Freetail Brewing Company           | Rob Van Dam vs. Sami Callihan.                                                                                                   |
| Unbreakable            | 2 augustus 2019   | Santa Ana, Californië      | Esports Arena                      | Sami Callihan vs. Tessa Blanchard om de eerst volgende tegenstander te worden voor het Impact World Championship.                |
| Victory Road           | 14 september 2019 | Enid, Oklahoma             | Stride Bank Center                 | Michael Elgin vs. TJP. |
| Prelude to Glory       | 18 oktober 2019   | South Bend, Indiana        | Palais Royale                      | Naomichi Marufuji, Rhino, & Rob Van Dam vs. The North (Ethan Page & Josh Alexander) & Michael Elgin in een 6-man tag team match. |
| Turning Point          | 9 november 2019   | Hazleton, Pennsylvania     | Holy Family Academy                | Sami Callihan (c) vs. Brian Cage voor het Impact World Championship.                                                             |
| No Surrender           | 7 december 2019   | Dayton, Ohio               | The Brightside Music & Event Venue | Sami Callihan (c) vs. Rich Swann voor het Impact World Championship.                                                             |

### 2020
| Evenement             | Datum            | Stad                 | Locatie                  | Main Event |
| --------------------- | ---------------- | -------------------- | ------------------------ | --- |
| Bash at the Brewery 2 | 10 januari 2020  | San Antonio, Texas   | Freetail Brewing Company | Ohio Versus Everything (Dave Crist, Jake Crist, Madman Fulton & Sami Callihan) vs. Brian Cage, Rich Swann, Tessa Blanchard & Willie Mack in een 8-person tag team eliminatie match. |
| Sacrifice             | 22 februari 2020 | Louisville, Kentucky | Davis Arena              | Tessa Blanchard vs. Ace Austin in een Champion vs. Champion match. |
| Victory Road          | 3 oktober 2020   | Nashville, Tennessee | Skyway Studios           | Eric Young (c) vs. Eddie Edwards voor het Impact World Championship. |
| Turning Point         | 14 november 2020 | Nashville, Tennessee | Skyway Studios           | Rich Swann (c) vs. Sami Callihan voor het Impact World Championship. |
| Final Resolution      | 12 december 2020 | Nashville, Tennessee | Skyway Studios           | Rich Swann (c) vs. Chris Bey voor het Impact World Championship. |

### 2021
| Evenement        | Datum            | Stad                 | Locatie        | Main Event |
| ---------------- | ---------------- | -------------------- | -------------- | --- |
| Genesis          | 9 januari 2021   | Nashville, Tennessee | Skyway Studios | Willie Mack vs. Moose in een "I Quit" match. |
| No Surrender     | 13 februari 2021 | Nashville, Tennessee | Skyway Studios | Rich Swann (c) vs. Tommy Dreamer voor het Impact World Championship. |
| Sacrifice        | 13 maart 2021    | Nashville, Tennessee | Skyway Studios | Rich Swann (c - Impact) vs. Moose (c - TNA) voor het Impact World Championship en TNA World Heavyweight Championship. |
| Hardcore Justice | 10 april 2021    | Nashville, Tennessee | Skyway Studios | Team Dreamer (Eddie Edwards, Rich Swann, Willie Mack & Trey Miguel) vs. Violent By Design (Eric Young, Joe Doering, Deaner & Rhino) in een Hardcore War.                                                                        |
| Under Siege      | 15 mei 2021      | Nashville, Tennessee | Skyway Studios | Moose vs. Chris Sabin vs. Matt Cardona vs. Sami Callihan vs. Trey Miguel vs. Chris Bey in a 6-way match om de eerst volgende tegenstander te worden voor het Impact World Championship bij het evenement Against All Odds 2021. |
| Against All Odds | 12 juni 2021     | Nashville, Tennessee | Skyway Studios | Kenny Omega vs. Moose voor het Impact World Championship |

## Verplaatste evenementen
| Evenement | Datum         | Stad                     | Locatie           | Main Event |
| --------- | ------------- | ------------------------ | ----------------- | ---------- |
| Lockdown  | 28 maart 2020 | Windsor, Ontario, Canada | St. Clair College | N.T.B.     |